# 자스탈

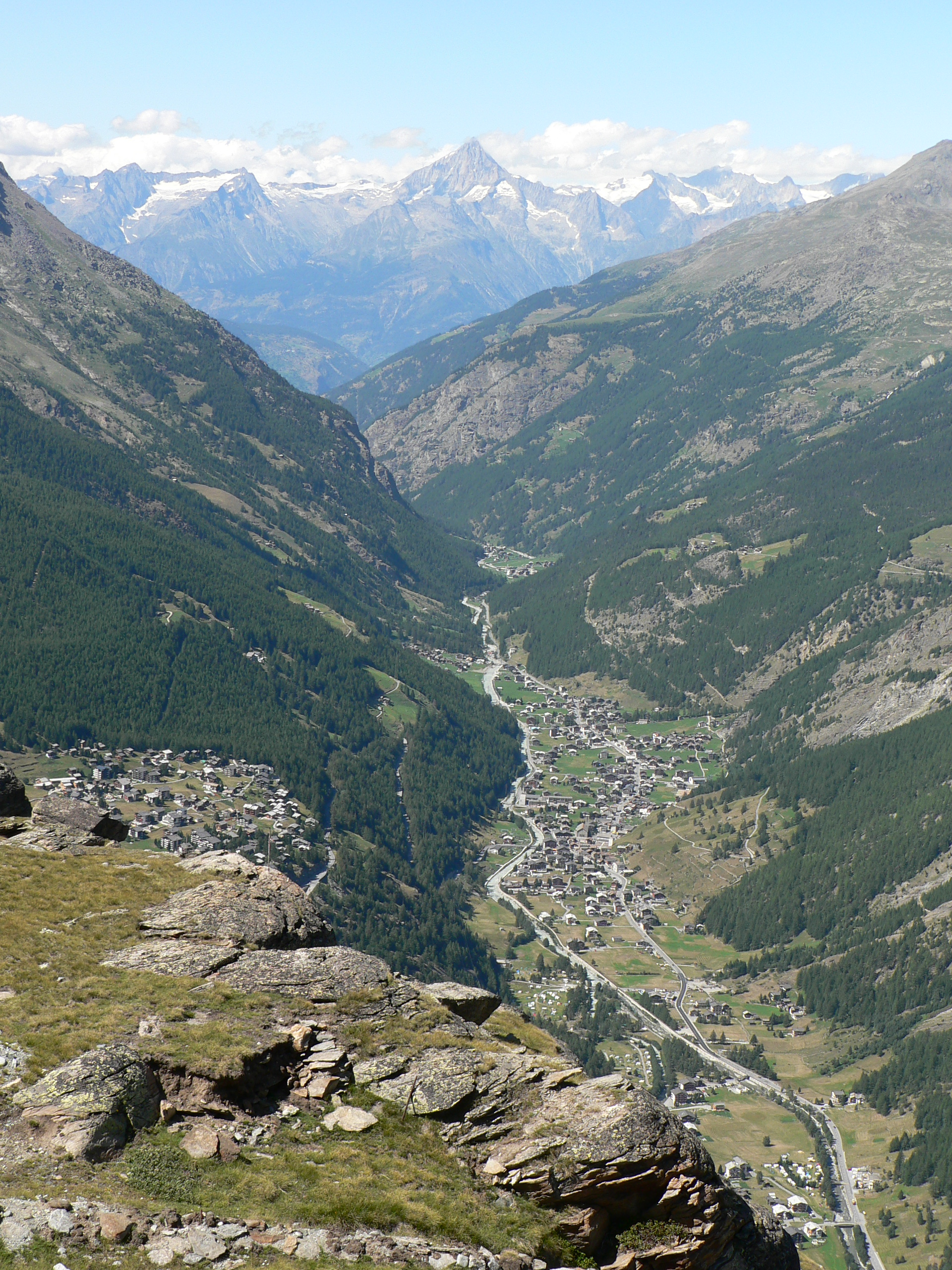
자스-페와 자스-그룬트가 있는 자스탈

자스탈(독일어: Saastal) 또는 자스 계곡(Saas Valley)은 스위스 발레주의 동쪽 부분에 있는 피스프구의 고산 계곡이다. 자서 피스파강의 계곡이다. 미샤벨 대산괴에 의해 서쪽으로 마터탈과 분리되어 있다. 계곡의 마을은 상류, 아이슈텐, 자스-발렌, 자스-그룬트, 자스-페, 및 자스-알마겔이 있다.
1893년까지 알마겔, 발렌, 페 및 그룬트 지자체는 그룬트에 유일한 교회가 있는 단일 교구였다. 마트마르크호는 1960년대에 지어진 저수지이다.
이 지역은 자스-페, 자스-그룬트 및 자스-알마겔의 별도 스키 지역으로 구성된 광범위한 겨울 스포츠 지역을 보유하고 있다. 개별 스키 패스뿐만 아니라 통합 패스도 사용할 수 있다. 각 지역은 전용 스키 리프트가 아닌 포스트버스로 지역의 다른 지역과 연결되어 있다.